# Priest...Live!
Priest…Live! je druhé živé album skupiny Judas Priest. Bylo nahráno během jejich světového turné v roce 1986.

## Seznam skladeb

### CD – 1
1. "Out In The Cold"
2. "Heading Out To The Highway"
3. "Metal Gods"
4. "Breaking The Law"
5. "Love Bites"
6. "Some Heads Are Gonna Roll"
7. "The Sentinel"
8. "Private Property"

### CD – 2
1. "Rock You All Around The World"
2. "Electric Eye"
3. "Turbo Lover"
4. "Freewheel Burning"
5. "Parental Guidance"
6. "Living After Midnight"
7. "You've Got Another Thing Comin'"
8. "Screaming For Vengeance" (bonus vydaný na znovuvydání z r. 2002, nahráno roku 1982 na Screaming for Vengeance tour)
9. "Rock Hard, Ride Free" (bonus vydaný na znovuvydání z r. 2002, nahráno roku 1984 na Defenders of the Faith tour)
10. "Hell Bent For Leather" (bonus vydaný na znovuvydání z r. 2002, nahráno roku 1986 na Turbo tour)

## Sestava
- Rob Halford – zpěv
- K.K. Downing – kytara
- Glenn Tipton – kytara
- Ian Hill – baskytara
- Dave Holland – bicí
- Patrice Wilkinson Levinsohn – režie
- Charles Dye – pomocná režie